# Pastilla de freno

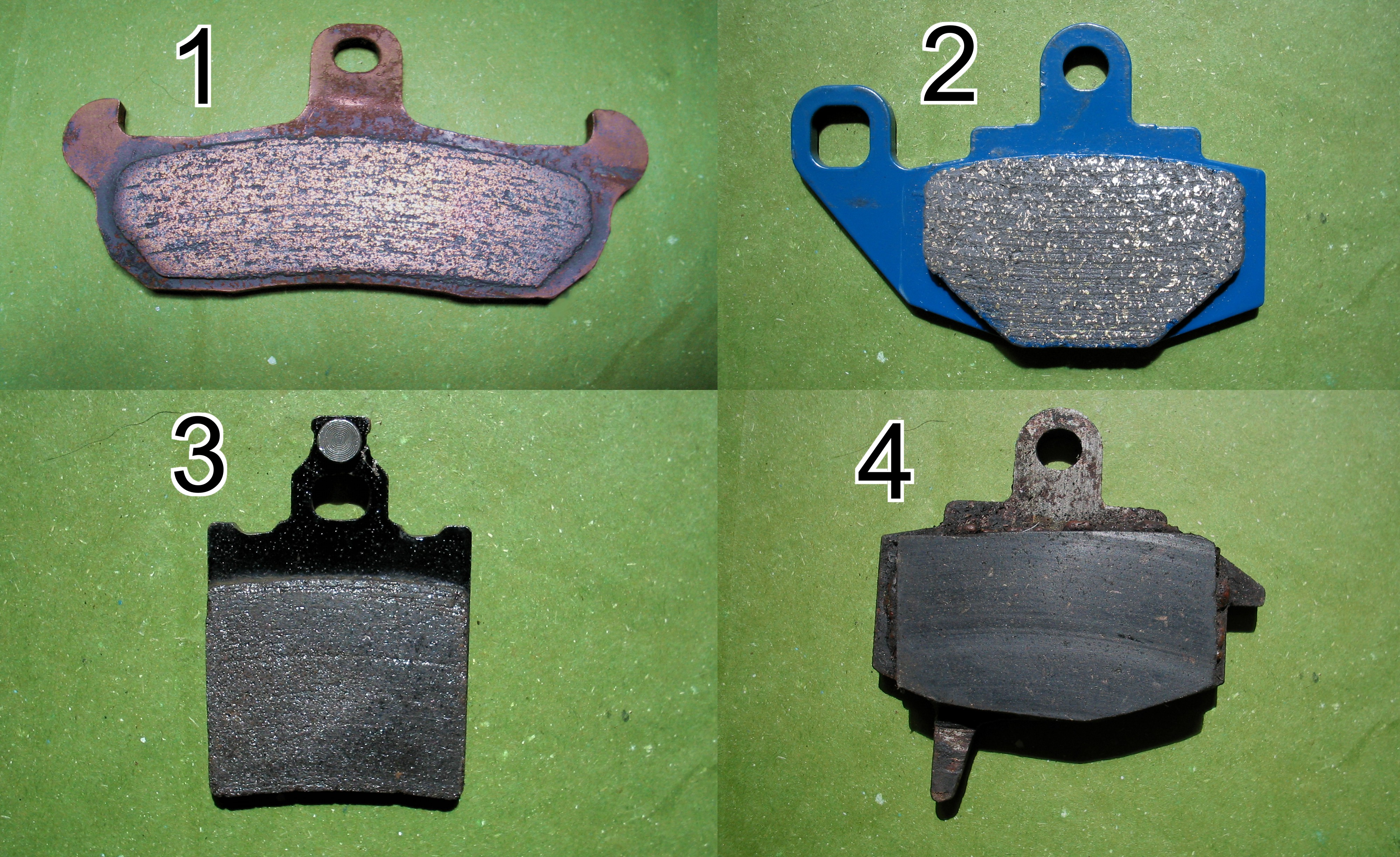
Pastillas para frenos de disco

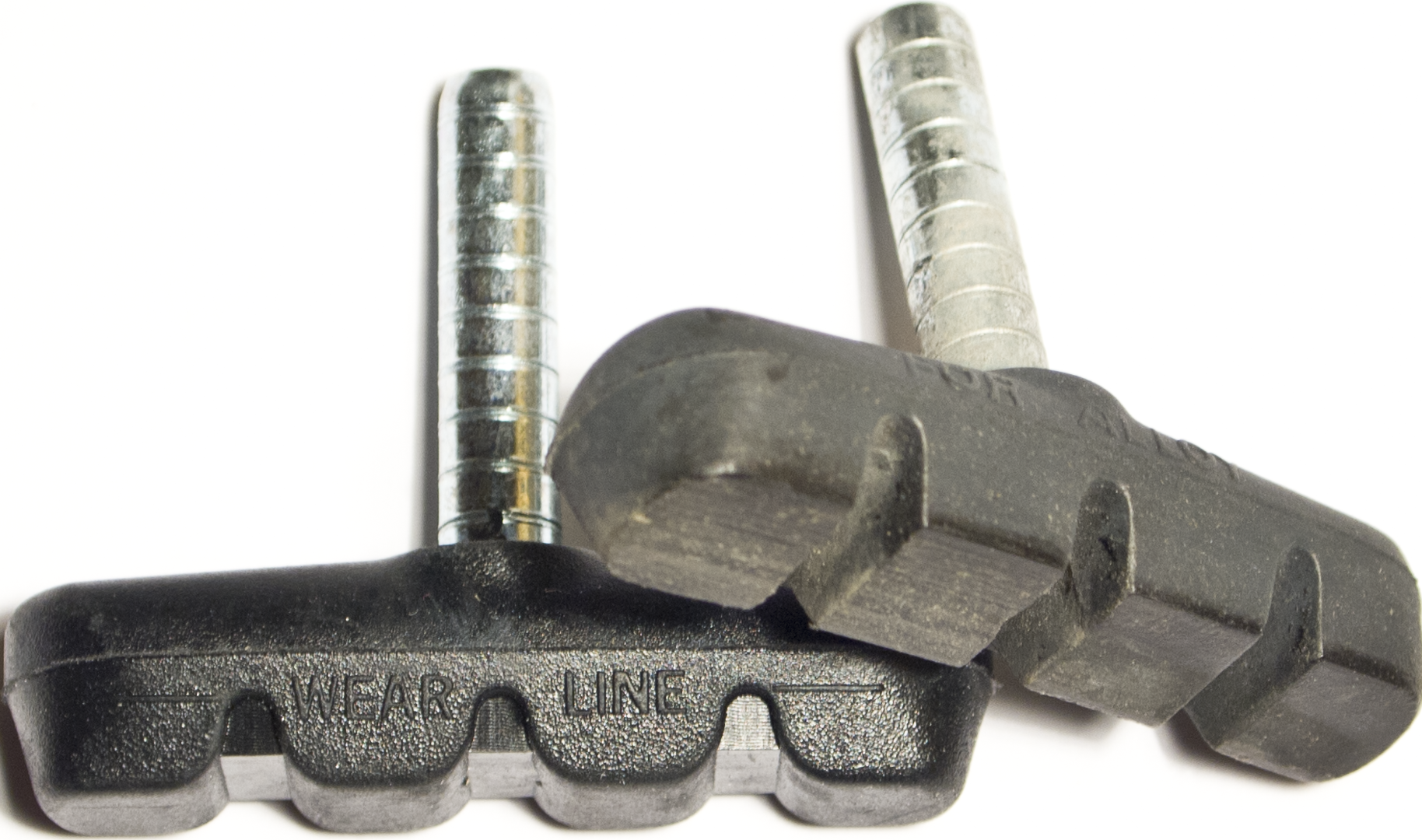
Pastillas de freno de bicicleta

Las pastillas de freno son un componente de los frenos de disco o de los frenos de llanta, utilizados en automoción y otras aplicaciones. Las pastillas de freno están compuestas por placas de soporte de acero con material de fricción adherido a la superficie que mira hacia los discos del freno de disco o cajas de soporte de acero con material de fricción en los frenos de bicicleta.

## Función
Las pastillas de freno convierten la energía cinética de un vehículo en energía térmica a través de la fricción . Dos pastillas de freno están contenidas en el freno con sus superficies de fricción mirando hacia el rotor. Cuando los frenos se aplican hidráulicamente, la mordaza sujeta o aprieta las dos pastillas contra el rotor giratorio para reducir la velocidad y detener el vehículo. Cuando una pastilla de freno se calienta debido al contacto con el rotor, transfiere pequeñas cantidades de su material de fricción al disco, dejando una capa gris opaca sobre él. La pastilla de freno y el disco (ambos ahora tienen el material de fricción), luego se "pegan" entre sí, proporcionando la fricción que detiene el vehículo.
En los frenos de disco, normalmente hay dos pastillas de freno por rotor de disco. Estos se mantienen en su lugar y son accionados por una pinza fijada al cubo de la rueda o al montante de suspensión . Sin embargo, los calibradores de carreras pueden utilizar hasta seis pastillas, con diferentes propiedades de fricción en un patrón escalonado para un rendimiento óptimo. Dependiendo de las propiedades del material, el peso del vehículo y las velocidades a las que se conduce, las tasas de desgaste del disco pueden variar. Las pastillas de freno generalmente deben reemplazarse regularmente (según el material de la pastilla) para evitar que los frenos se desvanezcan. La mayoría de las pastillas de freno están equipadas con un método para alertar al conductor cuando es necesario hacerlo. Una técnica común es la fabricación de una pequeña ranura central cuya eventual desaparición por desgaste indica el final de la vida útil de una pastilla. Otros métodos incluyen colocar una tira delgada de metal blando en una ranura, de modo que cuando se exponen (debido al desgaste) los frenos chirrían audiblemente. También se puede incrustar una lengüeta de desgaste de metal blando en el material de la pastilla que cierra un circuito eléctrico cuando la pastilla de freno se desgasta, encendiendo una luz de advertencia en el tablero.

## Historia
El concepto de pastillas de freno en los frenos de disco como alternativa a los frenos de tambor existía al menos desde una patente de FW Lanchester en 1902. Sin embargo, debido al alto costo y las ineficiencias en comparación con los frenos de tambor, no se implementaron comúnmente hasta después de la Segunda Guerra Mundial . Una vez que la tecnología de los frenos de disco mejoró, el rendimiento de los frenos superó rápidamente al de los frenos de tambor. La diferencia de rendimiento se exhibió más notablemente en 1953 cuando un Jaguar equipado con pastillas de freno ganó la carrera del Gran Premio de Resistencia de las 24 Horas de Le Mans . El éxito del Jaguar se atribuye comúnmente a los frenos de disco del automóvil, que permitieron a los conductores acercarse a las curvas más rápido y frenar más tarde que sus oponentes, lo que finalmente condujo a su victoria. Todavía en 1963, la mayoría de los automóviles que usaban frenos de disco eran de fabricación europea, y los automóviles estadounidenses adoptaron la tecnología a fines de la década de 1960 después de la invención de las pinzas fijas que hicieron que la instalación fuera más económica y compacta.

## Tecnología

### Ventajas del freno de disco
Los frenos de disco ofrecen un mejor rendimiento de frenado en comparación con los frenos de tambor . Proporcionan una mejor resistencia al " desvanecimiento de los frenos " causado por el sobrecalentamiento de las pastillas de freno y también pueden recuperarse rápidamente de la inmersión (los frenos húmedos son menos efectivos). A diferencia de un freno de tambor, el freno de disco no tiene efecto de autoservo: la fuerza de frenado siempre es proporcional a la presión aplicada en la palanca del pedal de freno. Sin embargo, muchos sistemas de frenos de disco tienen servoasistencia ("Brake Booster") para reducir el esfuerzo del pedal del conductor.
Las pastillas de los frenos de disco son más fáciles de inspeccionar y reemplazar que los forros de fricción de los frenos de tambor.

## Tipos

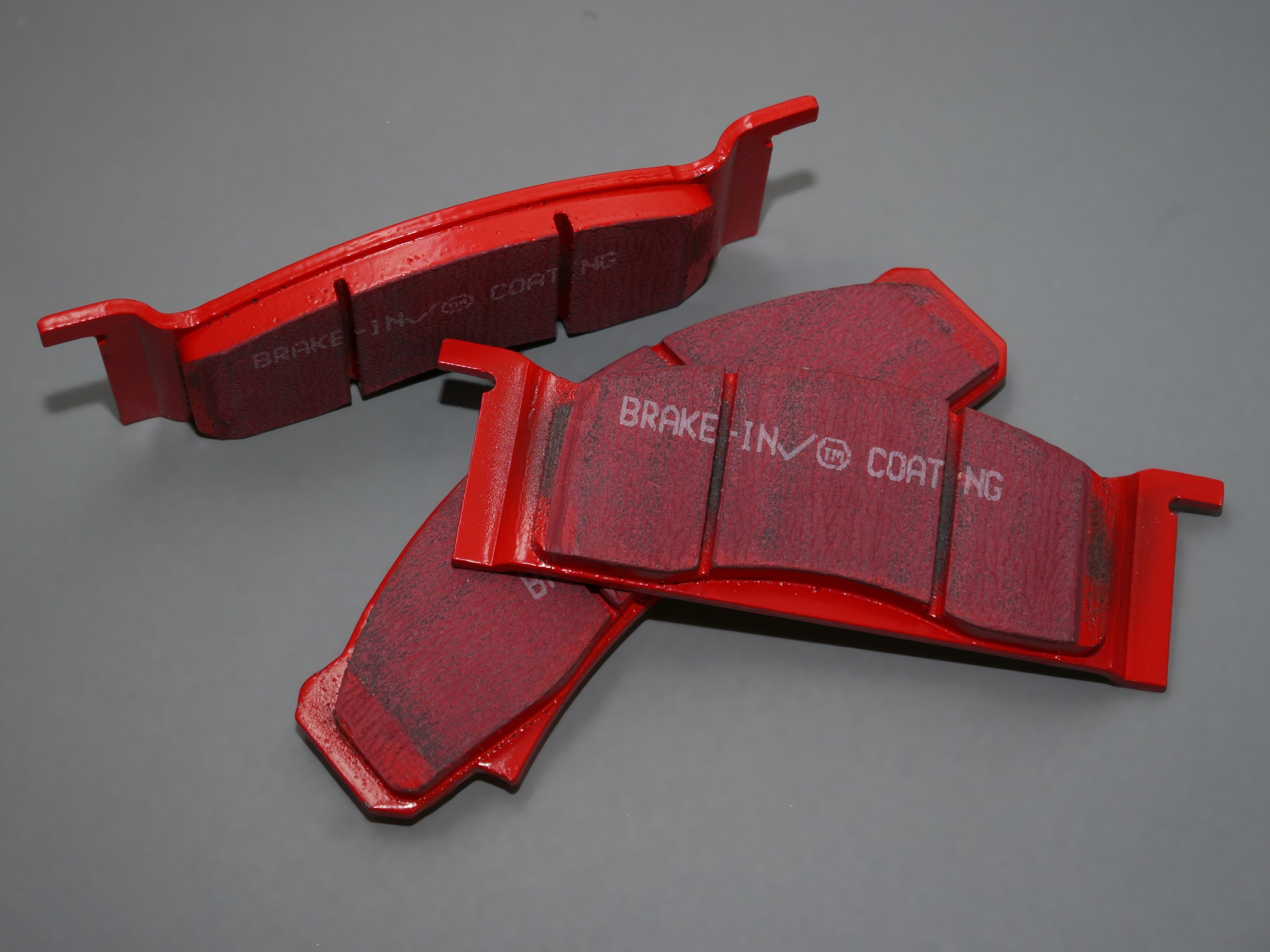
Un juego de pastillas para frenos de disco de alto rendimiento

Existen numerosos tipos de pastillas de freno, según el uso previsto del vehículo, desde muy blandas y agresivas (como las aplicaciones de carreras) hasta compuestos más duros, duraderos y menos agresivos. La mayoría de los fabricantes de vehículos recomiendan un tipo específico de pastilla de freno para su vehículo, pero los compuestos se pueden cambiar (ya sea comprando una pastilla de diferente marca o actualizando a una pastilla de alto rendimiento en la gama del fabricante) según los gustos personales y estilos de conducción. Siempre se debe tener cuidado al comprar pastillas de freno no estándar, ya que los rangos de temperatura de funcionamiento pueden variar, por ejemplo, las pastillas de rendimiento no frenan de manera eficiente cuando están frías o las pastillas estándar se desvanecen con la conducción intensa. En los automóviles que sufren de desvanecimiento excesivo de los frenos, el problema se puede minimizar instalando pastillas de freno de mejor calidad y más agresivas.

## Materiales
Las características más importantes que se tienen en cuenta a la hora de seleccionar el material de una pastilla de freno son las siguientes:
- La capacidad del material para resistir el desvanecimiento de los frenos, causado por un aumento en la temperatura que experimentará el material a partir de la conversión de energía cinética en energía térmica.[5][6]
- Los efectos de la humedad en el freno se desvanecen. Todos los frenos están diseñados para soportar al menos una exposición temporal al agua.[5][6]
- La capacidad de recuperarse rápidamente del aumento de la temperatura o la humedad y exhibir aproximadamente los mismos niveles de fricción en cualquier punto del proceso de secado o enfriamiento.[5][6]
- El coeficiente de fricción de las pastillas de freno modernas debe ser lo suficientemente bajo para evitar el bloqueo de las ruedas, pero lo suficientemente alto para proporcionar suficiente potencia de frenado. Los coeficientes de fricción suelen estar entre 0,3 y 0,5 para los materiales de las pastillas de freno.[6]
- Se sacrifica la capacidad de resistir el desgaste debido a la fricción, pero no en la medida en que el desgaste del rotor ocurra más rápidamente que el material del freno.[5][6]
- La capacidad del material para proporcionar un contacto uniforme y uniforme con el rotor o el tambor, en lugar de un material que se rompe en pedazos o causa hoyos, abolladuras u otros daños a la superficie en contacto.[5][6]
- La capacidad de aplicar la fuerza de fricción adecuada mientras se opera silenciosamente.[6]

Otro requisito material que se considera es qué tan comprimibles son las pastillas de freno; si son demasiado comprimibles, el recorrido del freno puede ser excesivo. El material de las pastillas de freno también debe ser poroso para que el agua no afecte el coeficiente de fricción.
El asbesto se agregó como un ingrediente común a las pastillas de freno después de la Primera Guerra Mundial, cuando la velocidad de los automóviles comenzó a aumentar, porque las investigaciones demostraron que sus propiedades le permitían absorber el calor (que puede alcanzar los 500 °F) mientras sigue proporcionando la fricción necesaria para detener un vehículo. Sin embargo, a medida que los graves peligros del asbesto para la salud comenzaron a hacerse evidentes, hubo que encontrar otros materiales. Las pastillas de freno de asbesto han sido reemplazadas en gran medida por materiales orgánicos sin asbesto (NAO) en países del primer mundo. Hoy en día, los materiales de las pastillas de freno se clasifican en una de las cuatro categorías principales, de la siguiente manera:
- Materiales no metálicos : están hechos de una combinación de varias sustancias sintéticas unidas en un compuesto, principalmente en forma de celulosa, aramida, PAN y vidrio sinterizado. Son cuidadosos con los rotores, pero producen una buena cantidad de polvo, por lo que tienen una vida útil corta.
- Materiales semimetálicos : sintéticos mezclados con proporciones variables de metales en escamas. Estas son más duras que las almohadillas no metálicas, más resistentes a la decoloración y más duraderas, pero a costa de un mayor desgaste del rotor/tambor, que luego debe reemplazarse antes. También requieren más fuerza de accionamiento que las pastillas no metálicas para generar un par de frenado.
- Materiales completamente metálicos : estas almohadillas se usan solo en vehículos de carreras y están compuestas de acero sinterizado sin aditivos sintéticos. Son muy duraderos, pero requieren más fuerza para reducir la velocidad de un vehículo mientras se desgastan más rápido los rotores. También tienden a ser muy ruidosos.
- Materiales cerámicos : compuestos de arcilla y porcelana unida a escamas y filamentos de cobre, son un buen compromiso entre la durabilidad de las almohadillas metálicas, el agarre y la resistencia a la decoloración de la variedad sintética. Su principal inconveniente, sin embargo, es que a diferencia de los tres tipos anteriores, a pesar de la presencia del cobre (que tiene una alta conductividad térmica), las pastillas de cerámica generalmente no disipan bien el calor, lo que puede llegar a provocar que las pastillas u otros componentes de la frenada. sistema para deformar.[5] Sin embargo, debido a que los materiales cerámicos hacen que el sonido de frenado se eleve más allá del oído humano, parecen excepcionalmente silenciosos.[10]

La resina de fenol formaldehído se utiliza con frecuencia como agente aglutinante . El grafito puede servir como material de fricción y como agente aglutinante. Otro material de fricción comúnmente utilizado es el silicato de circonio . Un productor italiano lleva a cabo una investigación para utilizar el cemento como aglutinante barato y que consume menos energía. La siguiente tabla describe la composición de una pastilla de freno común.
| Constitución         | % por peso |
| Merlán (tiza)        | 31.6       |
| polvo de bronce      | 15         |
| Grafito              | 10         |
| vermiculita          | dieciséis  |
| Resina fenolica      | dieciséis  |
| fibras de acero      | 6          |
| Partículas de caucho | 5          |
| "Polvo de fricción"  | 5          |
| Arena                | 3          |
| fibras de aramida    | 2          |

Hay factores ambientales que gobiernan la selección de los materiales de las pastillas de freno. Por ejemplo, el proyecto de ley SSB 6557 adoptado en el estado de Washington en 2010 limita la cantidad de cobre que se permite usar en los materiales de fricción, para que finalmente se elimine a cantidades mínimas, debido al impacto negativo de los altos niveles de cobre en vida acuática. Para su sustitución se han desarrollado diferentes combinaciones de materiales, aunque todavía no se dispone de un sustituto directo. Se están estudiando otros materiales, como los compuestos hechos con antimonio.
Los vehículos tienen diferentes requisitos de frenado. Los materiales de fricción ofrecen fórmulas y diseños específicos de la aplicación. Las pastillas de freno con un mayor coeficiente de fricción brindan un buen frenado con menos presión en el pedal del freno, pero tienden a perder eficiencia a temperaturas más altas. Las pastillas de freno con un coeficiente de fricción más pequeño y constante no pierden eficacia a temperaturas más altas y son estables, pero requieren una mayor presión en el pedal de freno.

## Mantenimiento y solución de problemas
Las pastillas de freno deben revisarse al menos cada 5,000 millas por desgaste excesivo o desigual. Aunque el desgaste de las pastillas de freno es exclusivo de cada vehículo, generalmente se recomienda reemplazar las pastillas de freno cada 50,000 millas.
Los fallos en las pastillas de freno pueden tener muchos efectos en el rendimiento de un vehículo. El siguiente cuadro describe algunos problemas comunes que pueden ser causados por el mal funcionamiento de las pastillas de freno:
| Asunto                                                                   | Causa posible |
| ------------------------------------------------------------------------ | --- |
| El frenado requiere una cantidad anormal de fuerza en el pedal del freno | Pastillas de freno desgastadas, líquido de frenos contaminado, pinza de freno defectuosa, cilindro maestro defectuoso, pérdida de vacío, pérdida de líquido de frenos |
| El coche tira hacia un lado al frenar                                    | Pinza de freno defectuosa, restricción en el sistema hidráulico, forros de las pastillas de freno contaminados con aceite o líquido de frenos, pastillas de freno no reemplazadas en pares, pastillas de freno no colocadas correctamente,                                                                       |
| Pobre rendimiento de frenado                                             | Forros de pastillas de freno empapados con agua, aceite o líquido de los frenos; Forros de pastillas de freno sobrecalentados, pastillas de freno desgastadas, cilindro maestro defectuoso, fuga de líquido de frenos, aire en el líquido de frenos, zapatas de freno mal ajustadas, líquido de frenos hirviendo |
| frenado sensible                                                         | Forros de pastillas de freno incorrectos; Forros de pastillas de freno grasientos, válvula dosificadora defectuosa, varilla de empuje del cilindro maestro desajustada |
| Frenado ruidoso (sonidos de chirridos o chirridos) al frenar)            | Pastillas de freno extremadamente desgastadas, pastilla(s) de freno no colocada(s) correctamente, cuña de pastilla de freno defectuosa o faltante, indicador de desgaste de la pastilla de freno |
| Vibración al frenar                                                      | Rotores o pastillas contaminados, rotores deformados, tambores fuera de redondez, activación del ABS |

## Ensayo de materiales
La Oficina Nacional de Normas (NBS) comenzó a probar el material de frenos en los EE. UU. en 1920. Luego, la configuración de prueba se compartió con los fabricantes que los querían para que pudieran comenzar a probar sus propios productos. Con el tiempo, el NBS continuó desarrollando nuevos instrumentos y procedimientos para probar pastillas y revestimientos, y estos estándares finalmente se convirtieron en los estándares para el Código de seguridad para frenos y pruebas de frenos del Comité de estándares de ingeniería estadounidense.
La prueba SAE J661 se usa para determinar la fricción de diferentes materiales de pastillas de freno probando un disco de 1 pulgada (25,4 mm) camisa cuadrada con tambor de freno. Esta prueba arroja valores de coeficiente de fricción tanto en caliente como en frío, que luego se combina con una designación de letra. La siguiente tabla describe qué letra corresponde a cada rango para el coeficiente de fricción. Un ejemplo de la designación sería "GD", donde "G" es el coeficiente normal, mientras que "D" representa calentado.
| Designación de letras para coeficientes de fricción |                |
| C                                                   | <0.15          |
| D                                                   | 0,15 a 0,25    |
| E                                                   | 0,25 a 0,35    |
| F                                                   | 0,35 a 0,45    |
| G                                                   | 0,45 a 0,55    |
| H                                                   | >0.50          |
| Z                                                   | desclasificado |

## Catalogación
Existen diferentes sistemas para la catalogación de pastillas de freno. El sistema más utilizado en Europa es el sistema de numeración WVA .
El sistema de catalogación utilizado en América del Norte y reconocido en todo el mundo es el sistema de numeración de piezas estandarizado para revestimientos de frenos y embragues emitido por el Friction Materials Standards Institute (FMSI). La misión de FMSI es "Mantener y mejorar este sistema estandarizado de numeración de piezas para todos los vehículos de carretera en uso en América del Norte".

## Pastilla de freno de llanta

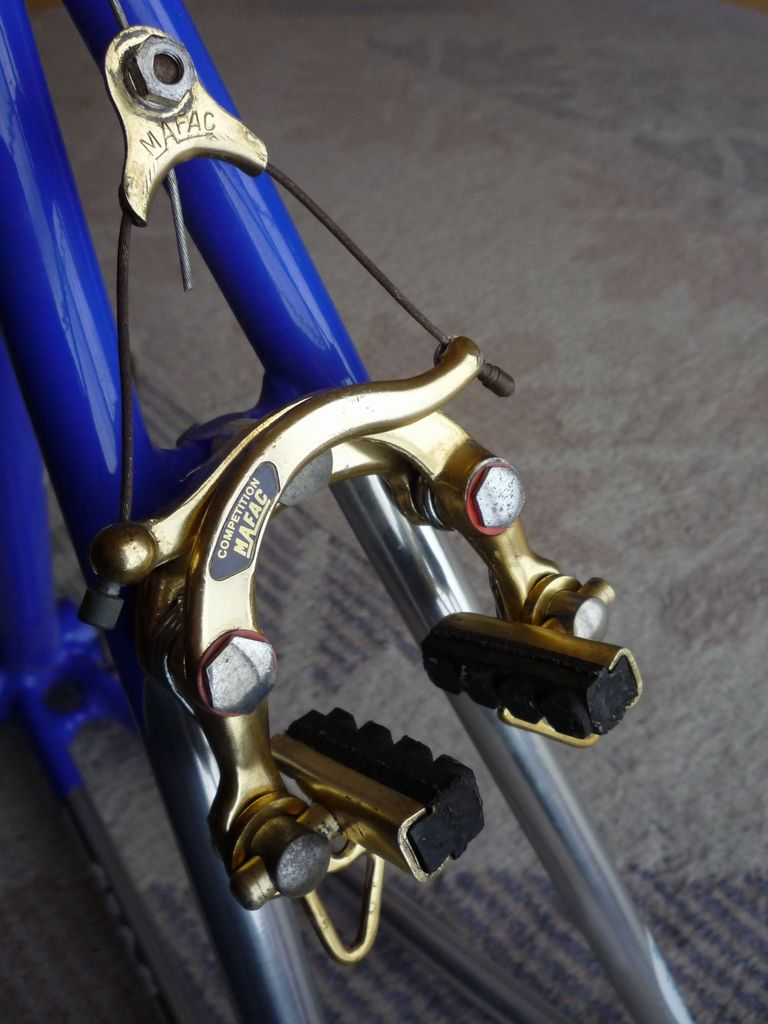
Pastillas de bicicleta

Es un tipo de pastilla de freno que se utiliza en los frenos de llanta de las bicicletas. Estas pastillas van montadas en un par de cajas rectangulares abiertas que son solidarias de las mordazas de los frenos de bicicleta tradicionales. Las mordazas presionan las pastillas contra la llanta de la rueda para reducir por fricción la velocidad de la bicicleta o detenerla.